# Lednik Ksjemysj
Lednik Ksjemysj (ryska: Ледник Кшемыш) är en glaciär i Kirgizistan.   Den ligger i oblastet Batken, i den sydvästra delen av landet, 500 km sydväst om huvudstaden Bisjkek. Lednik Ksjemysj ligger 3 827 meter över havet.
Terrängen runt Lednik Ksjemysj är bergig. Runt Lednik Ksjemysj är det glesbefolkat, med 17 invånare per kvadratkilometer. Det finns inga samhällen i närheten. Trakten runt Lednik Ksjemysj består i huvudsak av gräsmarker.